# Granatza
Granatza (γρανάτζα) - ubiór reprezentacyjny cesarzy bizantyńskich oraz królów i carów serbskich. Pod tym terminem kryła się długa dostojna szata o charakterystycznych pustych ozdobnych rękawach - noszący ją władca przekładał ręce przez rozcięcia wykonane pod pachami.
Bizantyńczycy przypisywali granatzy asyryjski rodowód; bez wątpienia pochodziła ze Wschodu, który silnie oddziaływał na modę w Cesarstwie przez cały okres jego istnienia. Szata była obcisła, uszyta najczęściej z purpurowego lub czarnego jedwabiu. Wąskie, pełniące czysto funkcję dekoracyjną rękawy osiągały niecodzienną długość: swobodnie opadając sięgały do kostek. Z przodu szata bywała spinana klamrą, zdobiły ją niekiedy misterne hafty.
W modzie Bizancjum i jego "satelitów" występował również wariant granatzy przeznaczony dla dygnitarzy dworskich. Nosił nazwę lapatzas (λαπάτζας), a odróżniało go przewiązanie w pasie. Rękawy nie zwisały luźno w tej wersji, lecz były zatknięte za pas lub przytwierdzone doń w inny sposób.